# Expéditions de recherche allemandes en Afrique intérieure
Les expéditions de recherche allemandes en Afrique intérieure (en allemand : Deutsche Innerafrikanische Forschungs-Expeditions, DIAFE) sont une série de quatorze expéditions menées en Afrique par des scientifiques allemands entre 1904 et 1955. Les douze premières sont dirigées par l'ethnologue Leo Frobenius, on les appelle parfois les « expéditions Frobenius ».

## Contexte

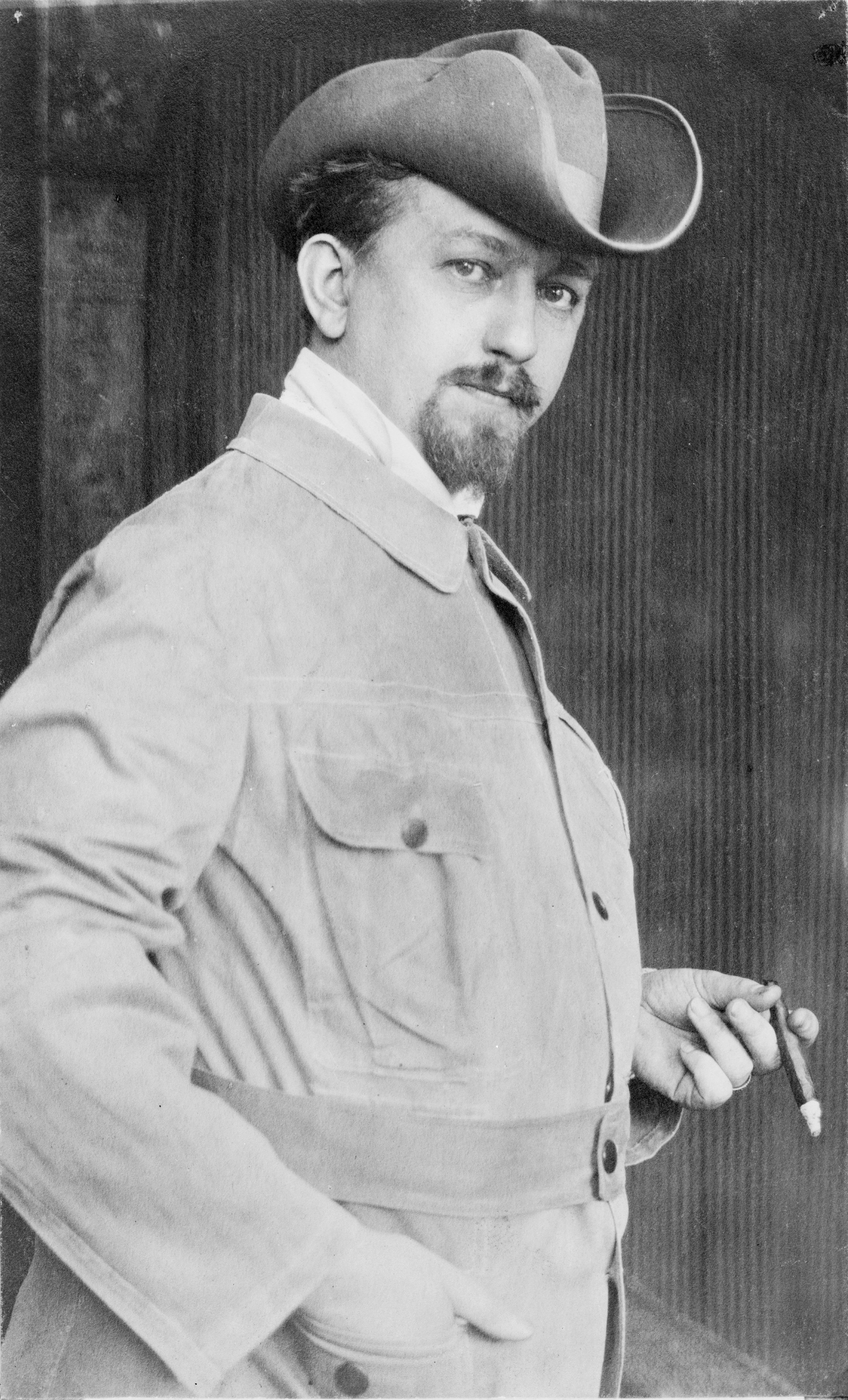
Leo Frobenius.

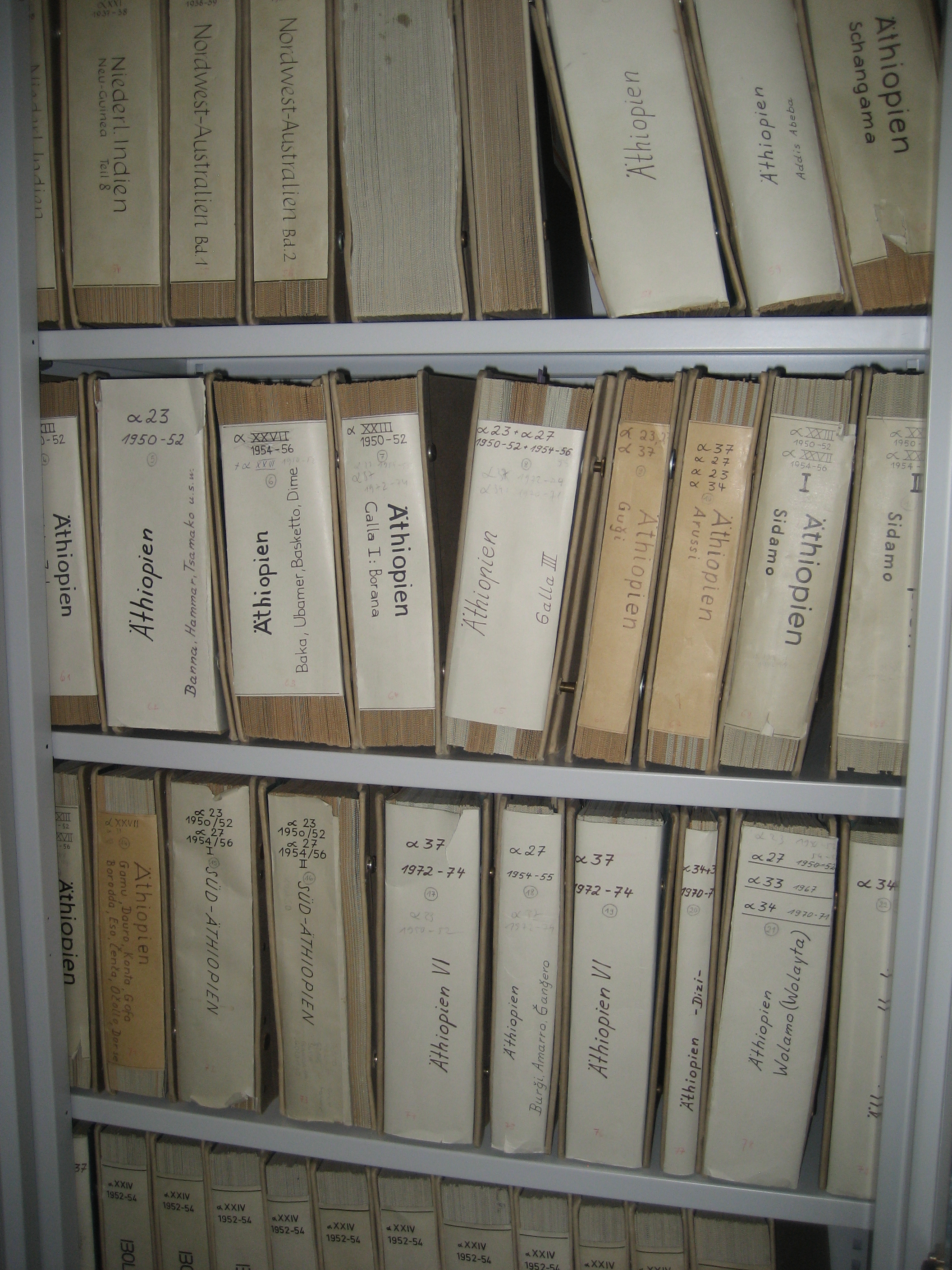
Albums contenant les photographies prises durant les expéditions (Institut Frobenius (Forschungsinstitut fur Kulturmorphologie), Francfort).

Leo Frobenius est un archéologue et ethnologue allemand, spécialiste de la culture africaine. Il publie son premier article sur l'Afrique à l'âge de vingt-et-un ans, vers 1894. Il conduit douze expéditions de recherches en Afrique entre 1904 et 1935 (Deutsche Innerafrikanische Forschungs-Expeditions, DIAFE) afin de réaliser une étude systématique de la culture africaine ; deux autres expéditions sont menées, après sa mort en 1938, par son élève, Adolf Ellegard Jensen (en). Frobenius publie ses notes de terrain dans de nombreux ouvrages et articles de journaux ; ses carnets, ainsi que ses dessins et photographies, sont, pour la plupart, conservés à l'Institut Frobenius de Francfort.
Il s'agit d'expéditions à grande échelle, qualifiées d'« épiques » par Frobenius. La valeur documentaire de ces expéditions est considérable. Leo Frobenius est décrit comme un pionnier de l'ethnographie africaine et un maître enquêteur ; il est à la base du développement de l'anthropologie en Allemagne. Il développe la théorie de la « morphologie culturelle », l'idée de la culture comme un organisme vivant qui se développe par diffusion à partir d'un nombre limité de zones culturelles, comme le cas des Grecs anciens par exemple. Il prétend que beaucoup des artefacts qu'il trouve à l'occasion de ses expéditions ne sont pas d'origine africaine. Les conclusions qu'il en tire, prétendant que les civilisations africaines se seraient développées à partir d'autres cultures précédentes, non africaines, ne sont plus retenues de nos jours. Il est aussi accusé d'avoir profité de ses expéditions pour piller les biens culturels de l'Afrique.

## Première expédition

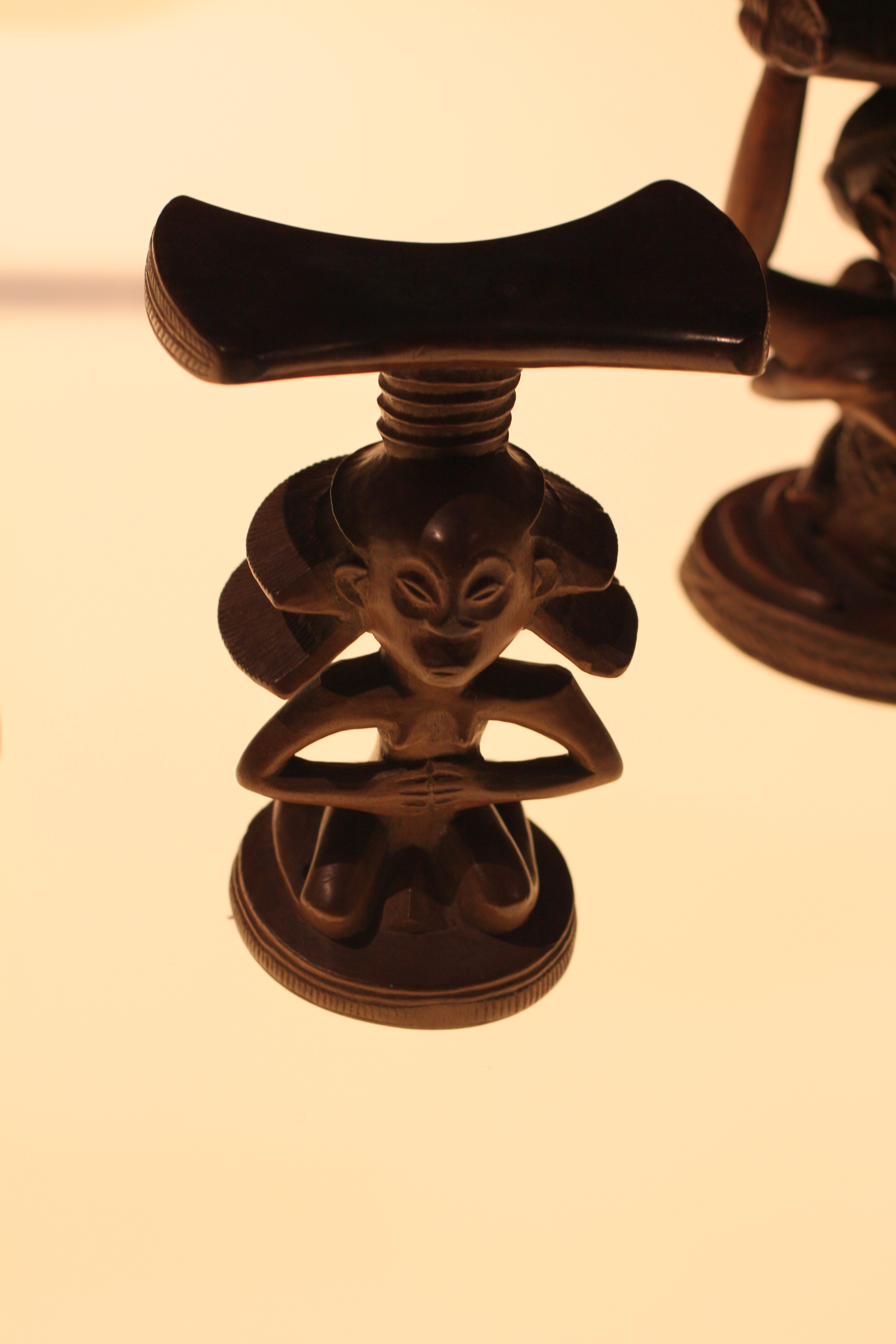
Repose-tête orné rapporté par Frobenius à l'occasion de sa première expédition.

Leo Frobenius fournit lui-même les fonds nécessaire à cette expédition. Elle se déroule entre 1904 et 1906 au Kasaï (actuelle république démocratique du Congo). Il la qualifie lui-même d'entreprise « presque téméraire » dans laquelle il s'engage à fournir le plus d'objets possibles à bas prix à un musée de Hambourg. Sa femme, Editha, est chargée d'organiser la logistique de l'expédition et donc de fournir nourriture, eau et médicaments. L'expédition revient en Allemagne en 1906 et ramène 8 000 pièces pour le musée. Leo Frobenius publie, en 1907, Im Schatten des Kongostaates (Dans l'ombre de l'État du Congo), basé sur cette expédition.

## Deuxième expédition

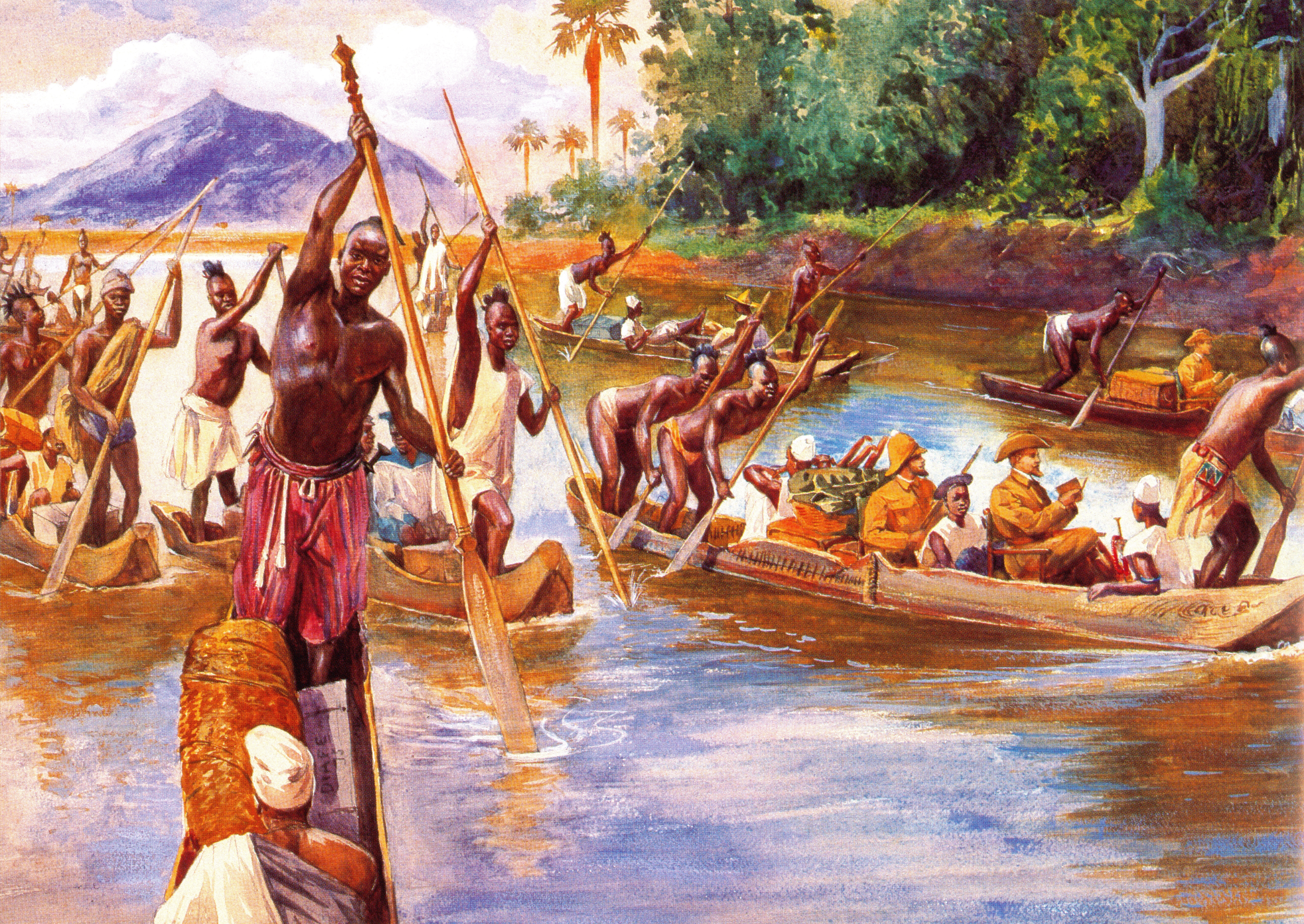
Peinture de la deuxième expédition sur la rivière Bénoué.

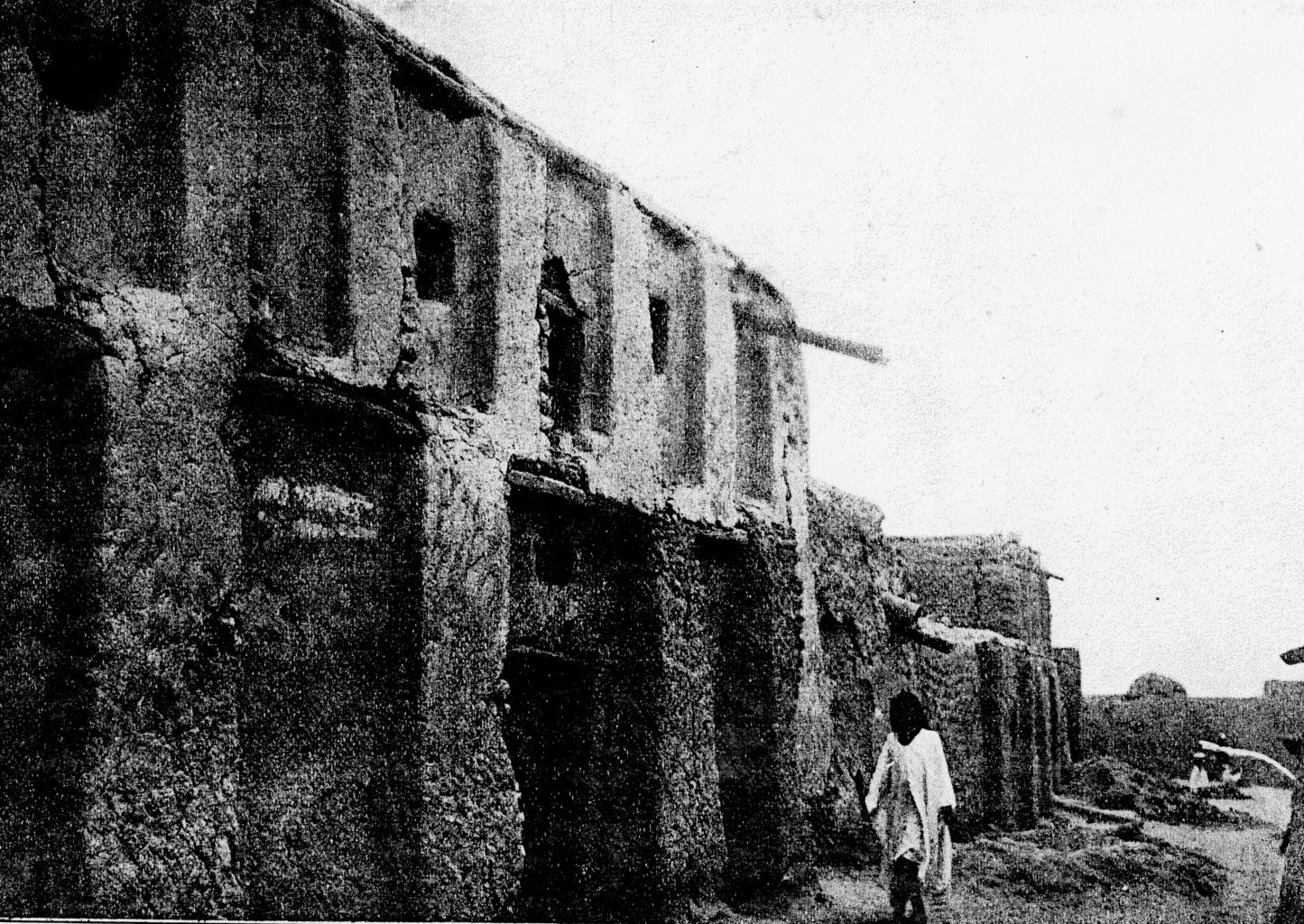
Photographie, prise par Frobenius à l'occasion de la deuxième expédition, d'une maison de Tombouctou.

La deuxième expédition est financée par le ministère des colonies allemand et aidée par la ville de Leipzig,. Elle dure de 1907 à 1909 et doit, à l'origine, rallier le Togo en passant par le Sénégal, le Niger et le Liberia. Leo Frobenius visite aussi ce qui est de nos jours le Mali (dont la ville de Tombouctou), le Burkina Faso et la Côte d'Ivoire,,. Il collecte des récits auprès des habitants et en publie quelques-uns, de nature érotique, en 1910, dans une collection titrée « le Décaméron noir » (Der Schwarze Dekameron).

## Troisième expédition

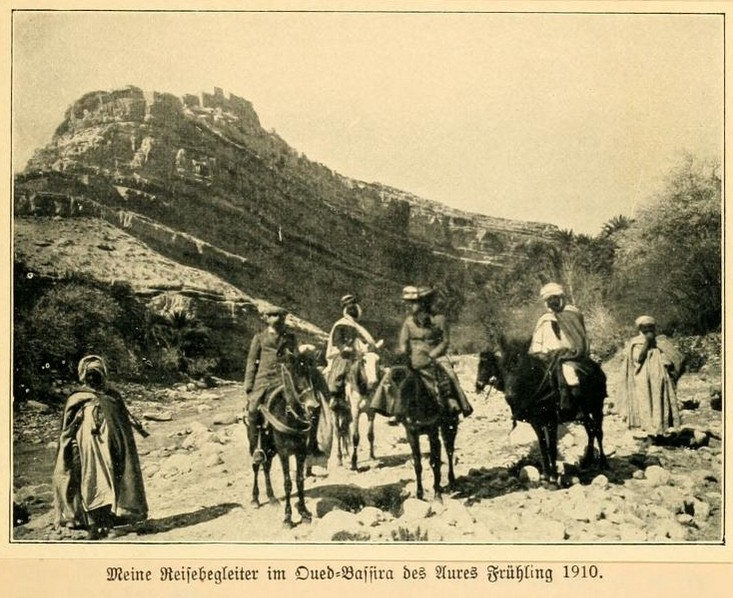
La troisième expédition à Oued-Bassira.

La troisième expédition est menée en 1910 au Maghreb, Maroc, Algérie et Tunisie. Leo Frobenius recueille des récits auprès des Berbères et mène une étude sur les Kabyles,.

## Quatrième expédition

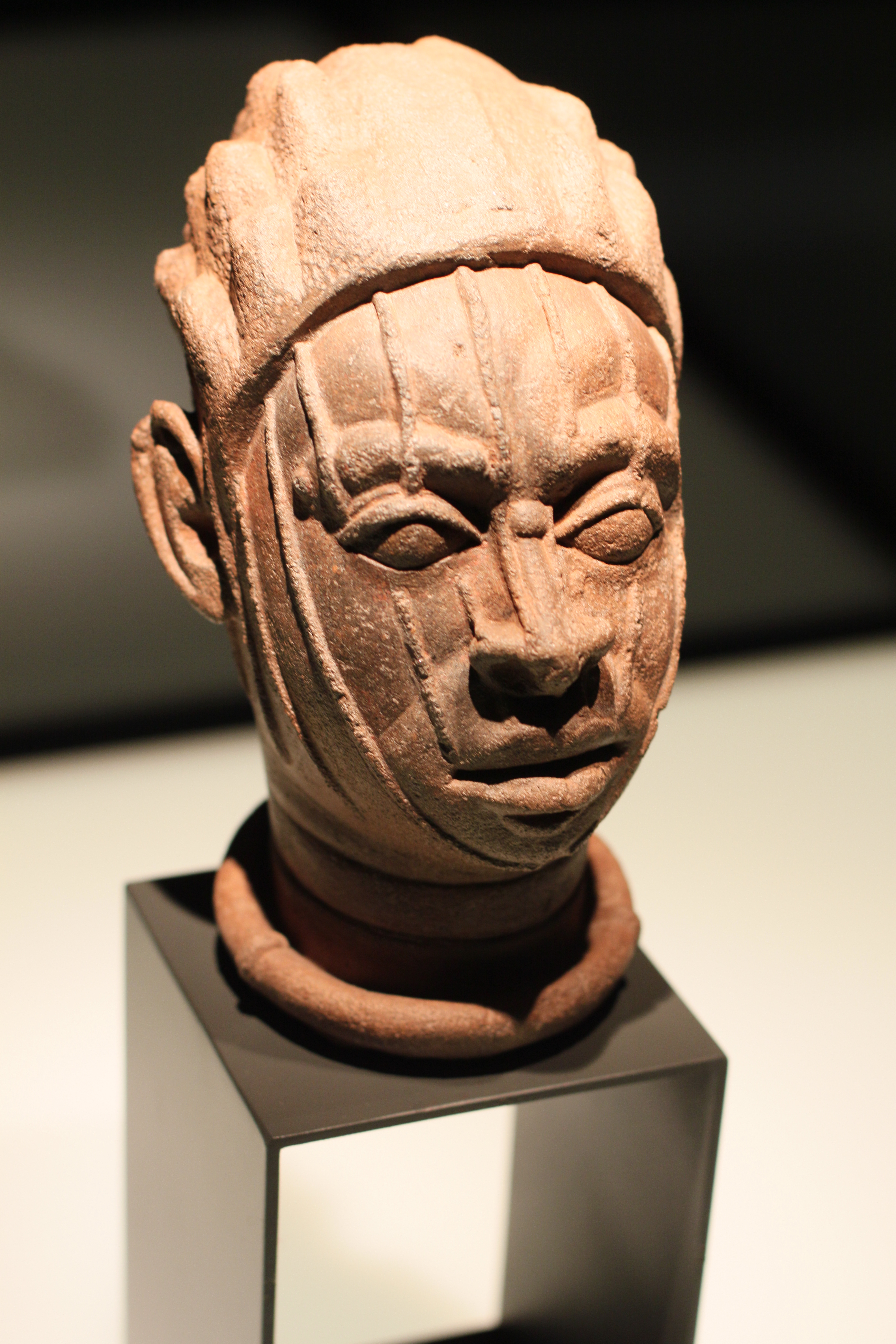
Tête en terre cuite (terracotta) rapportée à Berlin par la quatrième expédition.

La quatrième expédition, entre 1910 et 1912, visite le Nigeria et le Cameroun. Frobenius effectue des fouilles archéologiques dans l'ancienne ville yoruba d'Ife au Nigeria et publie ses découvertes en douze volumes entre 1921 et 1928,. Frobenius théorise que les sculptures complexes en bronze et en terre cuite découvertes à cet endroit sont des reliques de la mythologique Atlantide. En fait, ce sont des œuvres réalisées par des artisans yoruba entre le XIIe et le XVe siècle.

## Cinquième expédition
Frobenius mène, en 1912, la cinquième expédition au Kordofan, dans le Soudan anglo-égyptien, avec comme objectif de localiser les mines d'Hophrat-en-Nahas au royaume de Koush,,. L'expédition traverse l'Égypte via Suez et Port-Soudan. Elle visite aussi Khartoum et El Obeid au Soudan. Une fois revenu en Allemagne, la notoriété de Leo Frobenius lui vaut une audience auprès de l'empereur Guillaume II, qui accepte de financer sa future expédition.

## Sixième expédition
La sixième expédition de Frobenius explore l'Algérie entre 1912 et 1914. Elle documente l'art rupestre de la région saharienne et, en 1913, mène des fouilles de tombes anciennes près de la frontière marocaine,.

## Septième expédition
La septième expédition couvre l'Érythrée en 1915. C'est une couverture pour une mission d'espionnage en Éthiopie, pour le compte de l'armée allemande. Il s'agit de persuader l'empereur Iyasou V d'apporter son soutien aux Empires centraux dans le cadre de la Première Guerre mondiale et d'apporter son assistance à une révolte mahdiste au Soudan qui aurait pu menacer les colonies italiennes et britanniques et, potentiellement, la voie d'approvisionnement vitale qu'est le canal de Suez. L'expédition traverse la mer Rouge en sambouk mais, découverte par les autorités italiennes peu après son arrivée en Érythrée, elle ne peut entrer en Éthiopie. Frobenius et son équipe se voient cependant accorder un passage sécurisé vers l'Italie.

## Huitième expédition
La huitième expédition traverse le désert de Nubie, au Soudan, en 1926. Il s'agit, entre autres, de documenter l'art rupestre qui s'y trouve.

## Neuvième expédition
La neuvième expédition se déroule d'août 1928 à mars 1930 en Afrique australe. Elle visite des parties de ce qui est de nos jours l'Afrique du Sud, le Zimbabwe, le Botswana, le Lesotho, le Mozambique, la Namibie et la Zambie. Elle documente une grande quantité d'œuvres d'art rupestre, ce qui permet à Leo Frobenius de bâtir l'une des plus importantes collections du genre, dont une partie est vendue à des musées sud-africains,. Il étudie également d'anciennes mines et fournit des échantillons pour les premières analyses métallographiques et chimiques d'un métal autochtone d'Afrique australe.

## Dixième expédition
La dixième « expédition Frobenius » se déroule en 1932 au Fezzan en Libye italienne. Elle commence à Tripoli ; une partie du trajet est assurée grâce à des véhicules à moteur fournis par le consul allemand. L'expédition revient à Rome à la mi-septembre.

## Onzième expédition

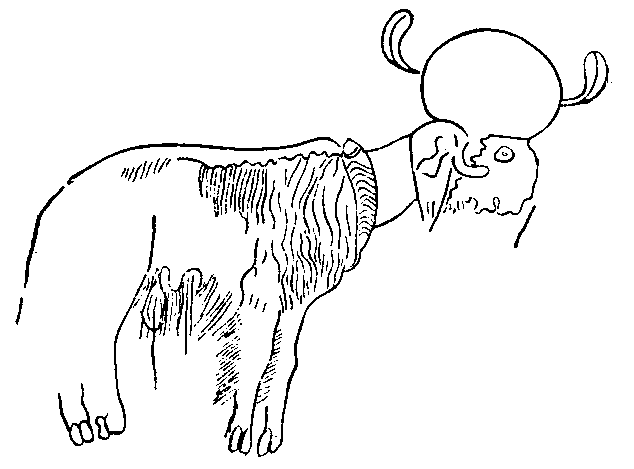
Croquis de Leo Frobenius d'une gravure rupestre trouvée au Sahara à l'occasion de la onzième expédition.

La onzième expédition est menée en 1933 dans le désert de Libye.

## Douzième expédition
La douzième expédition de recherche allemande en Afrique intérieure se déroule en 1934 et 1935 dans l'émirat de Transjordanie et en Éthiopie. Elle est dirigée par Leo Frobenius, quoiqu'il ne soit pas sur le terrain. Le directeur des équipes de terrain est Adolf Jensen. C'est la dernière des « expéditions Frobenius » en Afrique. Il avait prévu une « expédition Frobenius I » en Nouvelle-Guinée pour 1937-1938 et une « expédition Frobenius II » en Australie en 1938. Il meurt en août 1938.
Adolf Jensen publie les résultats obtenus par la douzième expédition dans un ouvrage de 1936. Il dirige par la suite l'Institut Frobenius.

## Treizième expédition
Adolf Jensen reprend les expéditions allemandes en Afrique intérieure après la Seconde Guerre mondiale. Il se débat pour trouver des fonds dans Francfort ravagée par la guerre et réussit à obtenir un financement pour une expédition en Éthiopie. Il dirige l'expédition qui a lieu entre 1950 et 1952,. Son équipe comprend notamment Eike Haberland et Willy Schulz-Weidner ; Eike Haberland devient plus tard directeur de l'Institut Frobenius.

## Quatorzième expédition
La dernière des expéditions allemandes en Afrique intérieure est dirigée par Jensen, en Éthiopie, en 1954-1955.
L'Institut entreprend d'autres expéditions en Éthiopie, quoique dans le cadre d'un programme séparé. Les expéditions sont arrêtées en 1974 après le tournant socialiste du pays. Le département des études éthiopiennes cesse d'exister ; il est ré-instauré en 2010.